# Зионг Там Кха
Зионг Там Кха (吳昌岌; д/н– 10 серпня 980) — в'єтський вионг в 944—950 роках.

## Життєпис
Син Зионг Дінь Нге, військовика цзєдуши Кхук Тиа Мі. При народженні за різними відомостями звався Тьи Тионг («Коротка історія В'єту») або Тхьєу Хонг (китайська хроніка «Сунші»).
Замолоду брав участь у боях проти китайців, спочатку діяв в районі Айчжоу (сучасна провінція Тханьхоа). 931 року отримав від батька посаду «генерала». 938 року після загибелі батька стає підлеглим нового цзєдуши і свого швагера Нго Куєна. Того ж року відзначився у війні проти держави Південна Хань.
944 року після смерті Нго Куєна стає регентом при небіжі Нго Сионг Нгапі, якого невдовзі змусив зректися влади, а сам став вионгом під ім'ям Зионг Бінь. За цим всиновив Нго Сионг Вана, іншого сина Нго Куєна.
Продовжив політику щодо розвитку сільського господарства, зміцнив узбережжя моря від піратів та набережні річок. За його наказом були здійсненні значні іригаційні роботи, внаслідок чого збільшено поля для рису в провінції Хайтай. Також заохочував морську та внутрішню торгівлю. Активно сприяв розвитку мистецтва і літератури.
950 року почалося повстання в провінції Тхайбінь. Названий син Нго Сионг Ван замість придушити його виступив проти вионга, якого повалив. Владу перебрали брати Нго — Сионг Нгап і Сионг Ван.
Отримав у володіння Зяотьий (в сучасному повіті Намдінь), де змушений був боротися з місцевими племенами. Мав титул гуна (на кшталт герцога). 953 року змінив своє ім'я на Зионг Тонг Кхуе. Помер 980 року.